# Cyrtodesmus asper
Cyrtodesmus asper är en mångfotingart som beskrevs av Peters 1864. Cyrtodesmus asper ingår i släktet Cyrtodesmus och familjen Cyrtodesmidae. Inga underarter finns listade i Catalogue of Life.